# Tensor pola elektromagnetycznego
Tensor pola elektromagnetycznego – tensor opisujący pole elektromagnetyczne.
W teorii względności pole elektryczne i pole magnetyczne nie są opisywane za pomocą niezależnych wektorów w trójwymiarowej przestrzeni, lecz są składowymi czterowymiarowego antysymetrycznego tensora drugiego rzędu nazwanego tensorem pola elektromagnetycznego.
Według teorii względności nie istnieją bowiem oddzielnie pole elektryczne, a oddzielnie magnetyczne, ale są one przejawem jednego pola elektromagnetycznego, które może być różnie doświadczane w zależności od prędkości układu odniesienia względem źródła pola.

## Tensor pola elektromagnetycznego
(1) Tensor ten definiuje się za pomocą pochodnych czteropotencjału po współrzędnych przestrzennych. W płaskiej czasoprzestrzeni, przyjmując sygnaturę tensora metrycznego w postaci (+,-,-,-), tensor pola elektromagnetycznego ma postać
{\displaystyle F_{\mu \nu }={\frac {\partial A_{\mu }}{\partial x^{\nu }}}-{\frac {\partial A_{\nu }}{\partial x^{\mu }}}}
gdzie {\displaystyle \mu ,\nu =0,1,2,3}
Powyższy wzór definiuje każdą z 16-tu współrzędnych {\displaystyle F_{\mu \nu }} tensora. W skróconej symbolice definicja powyższa ma postać
{\displaystyle F_{\mu \nu }=\partial _{\nu }A_{\mu }-\partial _{\mu }A_{\nu }} lub {\displaystyle F_{\mu \nu }=A_{\mu ,\nu }-A_{\nu ,\mu }}
(2) Explicite tensor ten ma postać
{\displaystyle F_{\mu \nu }=\left({\begin{matrix}0&{\frac {E_{1}}{c}}&{\frac {E_{2}}{c}}&{\frac {E_{3}}{c}}\\-{\frac {E_{1}}{c}}&0&-B_{3}&B_{2}\\-{\frac {E_{2}}{c}}&B_{3}&0&-B_{1}\\-{\frac {E_{3}}{c}}&-B_{2}&B_{1}&0\end{matrix}}\right)}
gdzie
{\displaystyle E_{1},E_{2},E_{3}} – współrzędne wektora pola elektrycznego
{\displaystyle B_{1},B_{2},B_{3}} – współrzędne wektora pola magnetycznego
{\displaystyle c} – prędkość światła
(3) Tensor ten jest antysymetryczny, tzn. przy przestawieniu indeksów jego współrzędne zmieniają znak
{\displaystyle F_{\mu \nu }=-F_{\nu \mu }}
(4) Analogicznie definiuje się tensor kontrawariantno-kontrawariantny (o górnych wskaźnikach).

## Tensor dualny pola elektromagnetycznego
Poprzez podstawienia: {\displaystyle {\vec {E}}/c\rightarrow {\vec {B}}} oraz {\displaystyle {\vec {B}}\rightarrow -{\vec {E}}/c} otrzymuje się tensor dualny pola elektromagnetycznego
{\displaystyle G^{\mu \nu }={\begin{bmatrix}0&B_{x}&B_{y}&B_{z}\\-B_{x}&0&-{\frac {E_{z}}{c}}&{\frac {E_{y}}{c}}\\-B_{y}&{\frac {E_{z}}{c}}&0&-{\frac {E_{x}}{c}}\\-B_{z}&-{\frac {E_{y}}{c}}&{\frac {E_{x}}{c}}&0\end{bmatrix}}}